# Silnice 443 (Izrael)
Silnice 443 (hebrejsky כביש 443‎), známá také jako Ma'ale Bejt Choron (hebrejsky מעלה בית חורון‎), leží na původní starověké obchodní cestě, kterou spojovala římska silnice Via Maris a Cesta patriarchů. Je hlavní silnicí spojující Tel Aviv a Guš Dan s Jeruzalémem přes Modi'in-Makabim-Re'ut. Ačkoli je technicky zařazena mezi regionální silnice, z větší části se jedná o rychlostní komunikaci s čtyřmi proudy, na které se nachází mimoúrovňové křižovatky. Silnice 443 není klasifikována jako dálnice, ačkoli je na jejím západním konci krátký dálniční úsek, který ji napojuje na dálnici 1.

## Trasa
Silnice 443 začíná poblíž centra města Lod. Směrem na východ se rozdělí, přičemž křižuje dálnici 1 a dálnici 6 na křižovatce Ben Šemen a pokračuje ke křižovatce Šilat, která slouží jako vjezd do města Modi'in-Makabim-Re'ut. Poté pokračuje přes Západní břeh Jordánu přes oblastní radu Mate Binjamin poblíž Rámaláhu. Po průjezdu křižovatkou Giv'at Ze'ev se její oficiální označení mění na dálnici 45, která pokračuje přímo k jeruzalémské dálnici 50 (Beginova dálnice). Do Jeruzaléma vede také silnice 436, která vede přes Giv'at Ze'ev a městskou čtvrť Ramot.

## Silnice v palestinské dopravě
Silnice vede na Západní břeh Jordánu severně od města Modi'in-Makabim-Re'ut, přičemž vede až ke křižovatce Giv'at Ze'ev; mezi těmito body je povolen provoz pro Palestince.
Několik cest spojujících palestinské vesnice s tímto úsekem silnice 443 bylo v září 2000 uzavřeno kvůli vypuknutí druhé intifády. Časté útoky zápalnými lahvemi a smrtelné střelby vedly k výstavbě barikád proti odstřelovačům na palestinských územích.
V březnu 2008 Nejvyšší soud Státu Izrael povolil na dalších šest měsíců právo Izraelských obranných sil omezit palestinskou dopravu v tomto úseku, neboť tato omezení považoval za nezbytná k zabránění útokům. Dne 29. prosince 2009 Nejvyšší soud Státu Izrael vyhověl žádosti Asociace pro občanská práva v Izraeli proti příkazu IOS zakázat palestinskou dopravu. Rozsudek nabyl právní moci 28. května 2010 a palestinský provoz byl opět povolen.